# Cratere Wenjiashi
Wenjiashi è un cratere sulla superficie di Marte.